# Koordinační vazba
Koordinační vazba, koordinačně kovalentní vazba, někdy označována též jako dativní nebo donor-akceptorová, je druh chemické vazby zprostředkované elektronovým párem.
Oproti klasické kovalentní vazbě se liší pouze způsobem vzniku. Jeden z vazebných atomů (donor) poskytuje volný elektronový pár, druhý vazebný partner (akceptor) poskytnutými elektrony zaplní své volné orbitaly. Jinak se tento druh vazby svými vlastnosti vůbec neliší od vazby kovalentní. Tímto druhem vazby se vyznačují především komplexní sloučeniny, kde se poskytovateli vazebného elektronového páru říká ligand a příjemci centrální atom. Centrálním atomem bývá zpravidla kation přechodného kovu, mající dostatek volných d-orbitalů. Při vyšších koordinačních číslech dochází i k využití původně nezaplněných a za normálních okolností nezaplnitelných p-orbitalů. V průběhu historie se názory na její vznik a vlastnosti měnily. Základní teorie jsou uvedeny níže.

## Teorie „dativní kovalentní“ vazby
Tato teorie předpokládala, že ligandy dodávají centrálnímu atomu elektronové páry do prázdných orbitalů, čímž mu umožní dosažení stabilní elektronové konfigurace následujícího vzácného plynu. To ovšem nutně vedlo k závěru, že každý centrální atom naváže konstantní počet ligandů (bude mít stále stejné koordinační číslo, tzv. efektivní atomové číslo). V mnoha případech běžných kovů a jejich běžných komplexů tato teorie fungovala a pro určení koordinačního čísla např. karbonylů kovů je pojem efektivního atomového čísla užitečný dodnes. Přesto nevysvětluje vznik komplexů jednoho centrálního atomu s mnoha různými koordinačními čísly.

## Teorie valenčních vazeb
Ideu dativní kovalentní vazby rozšířil L. Pauling o účast hybridizovaných atomových orbitalů a o stereochemické důsledky hybridizace v teorii valenčních vazeb (VB, valence bond theory, 1933). Tato teorie vysvětlovala prakticky vše, co bylo v té době známo o komplexech. Podle teorie VB si lze vznik koordinační vazby představit jako sled následujících událostí:
- z atomu kovu vzniká odštěpením elektronů kation
- kation hybridizuje ty atomové orbitaly, které vedou k ekvivalentním hybridním orbitalům orientovaným směrem k ligandům
- je-li to nutné, dojde k přesunu elektronů kationtu a tím k uvolnění nezbytného počtu hybridních orbitalů
- prázdné hybridní orbitaly se překryjí s orbitaly ligandu obsahujícími volný elektronový pár za vzniku s-vazby

Obvyklé typy hybridizací atomových orbitalů a odpovídající prostorová uspořádání uvádí tabulka na stránce o hybridizaci.
Existují dvě možnosti postupného zaplňování orbitalů. V prvém případě zůstávají nespárované elektrony centrálního atomu na svých místech - v (n-1)d-orbitalech a vazebné elektronové páry poskytnuté ligandovými atomy obsazují prázdné orbitaly ns, np, popřípadě i nd, tedy někdy i takové, kde se za normálních okolností nenalézají žádné elektrony centrálního atomu. Takovému komplexu se říká „vně orbitální“. Další možností, jak mohou přistoupivší atomy zaplňovat orbitaly centrálního atomu, je vstup do (n-1)d-orbitalů, uvolněných po spárování nepárových elektronů iontu centrálního atomu. Takovýmto komplexům se říká „vnitřně orbitální“. Vazebné elektronové páry ligandů se, tvoříce koordinační vazby, nedostanou do tak vysokých slupek jako v případě vně orbitálního komplexu. Vnitřně orbitální komplexy tak mohou nést maximálně 1 nepárový elektron, který je vytlačen přistupujícími elektronovými páry ligandu do jednoho z nd-orbitalů.
Uvedená teorie dobře objasňuje rozdílné magnetické vlastnosti různých komplexů, poukazujíc na existenci dvou možných uspořádání, lišících se počtem nepárových elektronů. Stejně tak je tomu i v případě teorie krystalového pole.

## Teorie krystalového pole
Vlivem rozmístění ligandů do různých poloh vzhledem k centrálnímu atomu dochází k energetické diferenciaci původně rovnocenných d-orbitalů centrálního atomu. Tento jev se pokouší objasnit teorie krystalového pole (CFT). CFT předpokládá , že koordinační vazba je čistě elektrostatické přitahování mezi kladně nabitým centrálním atomem a ligandem, který vždy nese záporný náboj minimálně ve formě volného elektronového páru. Tato představa je pro chemika (na rozdíl od fyziků) zcela nepřijatelná, protože komplexní částice evidentně nejsou iontové (např. nedisociují v roztocích). Kupodivu však umožňuje vysvětlit mnohé vlastnosti, které u komplexních sloučenin byly pozorovány. Pokud budeme uvažovat oktaedrický komplex a umístíme ligandy do směrů pomyslných os x, y a z, d-orbitaly s laloky ležícími podél těchto os budou energeticky znevýhodněné, neboť si elektrony umístěné v těchto orbitalech „překáží“ s elektrony ligandu. To způsobuje, že elektrony, chtějíce obsadit takovéto orbitaly, musí vynaložit více energie než na obsazení ostatních d-orbitalů. V případě oktaedrických komplexů jsou takto energeticky znevýhodněny orbitaly dx2-y2 a dz2, souhrnně označované jako eg-orbitaly. Naopak ostatní d-orbitaly (dxy, dyz a dzx), souhrnně označované jako t2g-orbitaly musí v rámci zachování energetického těžiště klesnout pod úroveň původních d-orbitalů.
Totéž co u oktaedrických komplexů se v různých obdobách děje i v případě tetraedrické či čtvercové geometrie. Vazby z centrálního atomu jsou v případě tetraedrické sloučeniny nasměrovány přesně mezi pomyslné osy x, y, z. Proto se energetické rozštěpení projeví přesně naopak, než tomu bylo u oktaedrů. Orbitaly vyplňující prostory mezi osami se stanou energeticky méně výhodnějšími (jejich energetická hladina stoupne) a naproti tomu orbitaly eg, jmenovitě tedy dz2 a dx2-y2 poklesnou na úroveň nižší. V důsledcích to bude znamenat, že u konfigurací od d3 do d6 by teoreticky mohly existovat dvě možnosti zaplnění d-orbitalů elektrony. Ze skutečné velikosti veličiny zvané síla ligandového pole pro tetraedrické komplexy je však možné odvodit, že případy s nízkým spinem budou spíše ojedinělé, budou-li vůbec nějaké.
Čtvercová geometrie je v podstatě deformovaným oktaedrem, kdy se vlivem Jahn-Tellerova efektu ligandy ležící na ose z natolik oddálí, že dojde k přerušení vazby na centrální atom. Původně degenerované orbitaly eg a t2g se pak ještě dále energeticky rozštěpí a následně jsou obsazovány elektrony podle výše uvedených pravidel.
Velikost energetického rozštěpení d-orbitalů udává veličina nazývaná síla ligandového pole.

### LS a HS komplexy
Z Hundova pravidla vyplývá, že se orbitaly stejné energetické hladiny, jsouce obsazeny vždy po jednom elektronu, dále doplňují druhým s opačným spinem, na což je potřeba určité energie, nazývající se energií párování. V důsledku energetického rozštěpení d-orbitalů na eg a t2g orbitaly, což už bylo vysvětleno výše, vyvstanou dvě možnosti, jak tyto orbitaly zaplňovat. Označíme-li si energii párování jako P a sílu krystalového pole jako Δ, pak platí, že je-li P<Δ, jedná se o LS komplex (nízkospinový) a pokud je P>Δ, půjde naopak o HS komplex (vysokospinový). V případě LS komplexu se přednostně zaplní orbitaly na nižší energetické hladině po dvou elektronech a teprve další elektrony obsadí energeticky méně výhodné d-orbitaly. Jedná-li se naopak o HS komplex, obsadí se nejprve všechny d-orbitaly po jednom elektronu a teprve u dalších dojde k párování. Nízkospinové a vysokospinové komplexy se liší svými magnetickými vlastnostmi. Nízkospinové komplexy jsou většinou diamagnetika a vysokospinové jsou paramagnetika, což způsobuje větší pravděpodobnost výskytu nepárových elektronů. Rozdíl energie, kterou by měly elektrony v rovnocenných d-orbitalech a kterou skutečně mají, se rovná stabilizační energii krystalového pole (LFSE).

### Teorie ligandového pole
Výše uvedené teorie krystalového pole a valenčních vazeb jsou v podstatě dvěma extrémy. První jmenovaná pokládá interakci centrální atom - ligand za čistě elektrostatické přitahování (v podstatě iontovou vazbu), zatímco dle teorie valenčních vazeb má tato vazba naopak 100% kovalentní charakter. Přes úspěchy CFT při vysvětlování vlastností komplexních sloučenin existuje řada zjištění, která ukazují na značně kovalentní charakter vazby mezi centrálním atomem a ligandy. Např. měření magnetickými rezonančními metodami ukázala, že nepárové elektrony jsou v komplexech z velké části lokalizovány na ligandech a nikoliv na atomu kovu a musí být tedy sdíleny. Stejně tak naměřené stabilizační energie dobře odpovídají teoretickým pouze u komplexů kovů v oxidačním stavu +2, jejich sloučeniny mají díky nižší elektronegativitě "iontovější" charakter, zatímco u komplexů kovů v oxidačním stavu +3, kde lze předpokládat vyšší podíl kovalence, již příliš nesouhlasí. Teorie ligandového pole (LFT) je v podstatě rozšířenou verzí CFT. Byl zaveden tzv. "faktor delokalizace elektronu", způsobující přechody d-elektronů z kovu na ligand. Míru četnosti tohoto jevu určuje parametr mezielektronového odpuzování B. Čím má ligand nižší hodnotu této veličiny ve srovnání s centrálním atomem, tím spíše lze delokalizaci d-elektronů očekávat. Podle klesající hodnoty parametru B byla sestavena tzv. nefelauxetická řada ligandů.

F- > H2O > NH3 > en > Cl- > CN- > Br- > I

V tomto pořadí roste kovalentní charakter koordinačních vazeb.

### Nefelauxetický efekt
Je-li charakter koordinační vazby spíše kovalentní, dochází k tzv. nefelauxetickému efektu. Toto označení pochází z řečtiny a doslovně znamená „rozšíření oblaku“. Překrytí orbitalů centrálního atomu a ligandů způsobí rozptýlení d-elektronů více do prostoru kolem centrálního atomu.

## Teorie molekulových orbitalů
Z hlediska vysvětlování vlastností komplexů se jedná o nejdokonalejší teorii, protože zahrnuje všechny typy interakcí, od čistě iontových až po čistě kovalentní. Obnáší však velmi náročné výpočty. Vychází z předpokladu vzájemného překrytí atomových orbitalů centrálního atomu a ligandu a tvorbu molekulových orbitalů, jež jsou po aproximaci lineárními kombinacemi atomových orbitalů.